# Amiga 3000T
Amiga 3000T — версия компьютера Commodore Amiga 3000 в башенноподобном корпусе. От базовой модели отличался большим металлическим вертикальным корпусом и габаритами материнской платы, обеспечивавших большие возможности расширяемости.
A3000T имел большое количество отсеков накопителей — два 3.5-дюймовых и один 5.25-дюймовый половинной высоты — горизонтальные, и два 5.25-дюймовых половинной высоты — вертикальные, все с наружным доступом. Кроме того, внутри корпуса, позади пары вертикальных пятидюймовых отсеков, можно было смонтировать ещё два 5.25-дюймовых устройства половинной высоты. Таким образом, в корпусе компьютера можно было установить до 7 устройств. Слоты расширения были расположены сходно с Amiga 2000 — пять разъёмов Zorro III, в линию с одним из них — видеослот чипсета ECS, и четыре пассивных ISA-разъёма, два из которых — в линию с Zorro.
Было выпущено очень мало этих машин, по причине их дороговизны.